# Московское обозрение
«Московское обозрение» — критико-библиографическое периодическое печатное издание издававшееся в 1859 году в Российской империи. Не следует путать с одноимённым журналом издававшимся с 1876 по 1878 год под редакцией сперва Г. А. Хрущова-Сокольникова, затем Н. Л. Пушкарева.
Журнал «Московское обозрение» издавался в 1859 году в городе Москве на русском языке Антоном Ивановичем Лаксом, ставшим в 1887 году губернатором Томска, который  взял средства из приданого (30 тысяч рублей) своей жены Евдокии Михайловны.
В состав редакции входили: К. Н. Бестужев-Рюмин, Н. В. Альбертини, А. К. Корсак и доктор Я. А. Розенблат. 
Статьи в «Московском обозрении», по примеру английских обозрений такого рода, были анонимные. В журнале, среди прочего, была напечатана статья будущего известного петербургского юриста, а в то время студента А. Я. Пассовера под заглавием «Рим и Иудея».
После выхода второго номера журнала, «Московское обозрение», ввиду малого количества подписчиков, прекратило своё существование.